# Естонська прикордонна охорона
Естонська прикордонна охорона (ест. Eesti Piirivalve) — колишній орган національної безпеки, відповідальний за охорону кордонів Естонії. Також допомагав у пошуково-рятувальних роботах. Підпорядковувався Міністерству внутрішніх справ. 2010 року прикордонну охорону замінила Поліційно-прикордонна служба Естонії.

## Історія

### Становлення та передвоєнні роки (1918—1940)
14 листопада 1918 року адмірал Йоган Пітка організував зустріч для обговорення охорони кордонів щойно створеної Естонської Республіки. 18 листопада 1918 року було створено управління прикордонної охорони (ест. Piirivalvevalitsus), яке очолив капітан Леопольд Тинсон. До 1 січня 1919 року агентство підпорядковувалося Раді старійшин Ліги оборони Естонії (ест. Kaitseliidu Vanematekogu), але потім було перепідпорядковано Міністерству фінансів. Із 1 лютого 1919 року і до кінця війни за незалежність Естонії кордони охороняли військовики. З 15 лютого 1919 року до травня 1921 року перетин кордонів перевіряло Управління республіканського контролю за кордоном (ест. Vabariigi Piirikontrolli Valitsus). 30 травня 1922 року прикордонне відомство було підпорядковано Міністерству внутрішніх справ. За рекомендацією міністра внутрішніх справ Каарела Еенпалу 20 вересня 1922 року було створено Управління прикордонної охорони (ест. Piirivalve Valitsus) (не плутати з попереднім управлінням прикордонної охорони). 1 листопада 1922 року керувати організацією призначили підполковника Антса Курвітса. Його заступником став підполковник Арвед Енгмаа. Цей день також вважається офіційною датою формування Естонської прикордонної охорони. 
1 грудня 1922 року уряд Естонії затвердив структуру відомства, що складалося зі штабу, відділів, округів і кордонів. Штаб розпочав роботу в січні 1923 року в Білій залі замку Тоомпеа. Посади укомплектовано офіцерами запасу з числа військовиків і військовозобов'язаних, які проходили службу за річним контрактом. До 20 травня 1923 року весь контроль над кордоном було передано від Військ оборони до прикордонної охорони. Було вісім окружних відділень: Таллінн, Ляенемаа, Пярну, Валга, Печори, Тарту, Чудське і Нарва. 1 грудня 1923 року відділення Валга було об'єднано з відділенням Печори. 1 липня відділення Тарту об'єднали з відділенням Чудське, а до відділення Пярну приєднали відділення Ляенемаа.
16 лютого 1923 року було засновано офіцерське товариство. 16 червня 1927 року подібне товариство було створено для призовників. До середини 1930-х років правовою основою діяльності прикордонної охорони було старе законодавство, встановлене ще за Російської імперії. 5 червня 1936 року набув чинності новий Закон про прикордонну службу. Незважаючи на юридичні угоди з Радянським Союзом, 8 лютого 1938 року стався трагічний інцидент, коли радянські прикордонники увійшли на територію Естонії та вбили двох естонських прикордонників і одного цивільного. До 10-річчя Прикордонної охорони відомство отримало свій прапор. 1940 року службу частково розформували радянські окупаційні війська. Східні прикордонні споруди були знесені. На той час було близько 1100 прикордонників. Велику кількість співробітників естонської прикордонної служби було репресовано та відправлено в ГУЛАГ.

### Відновлення та злиття (1990—2010)

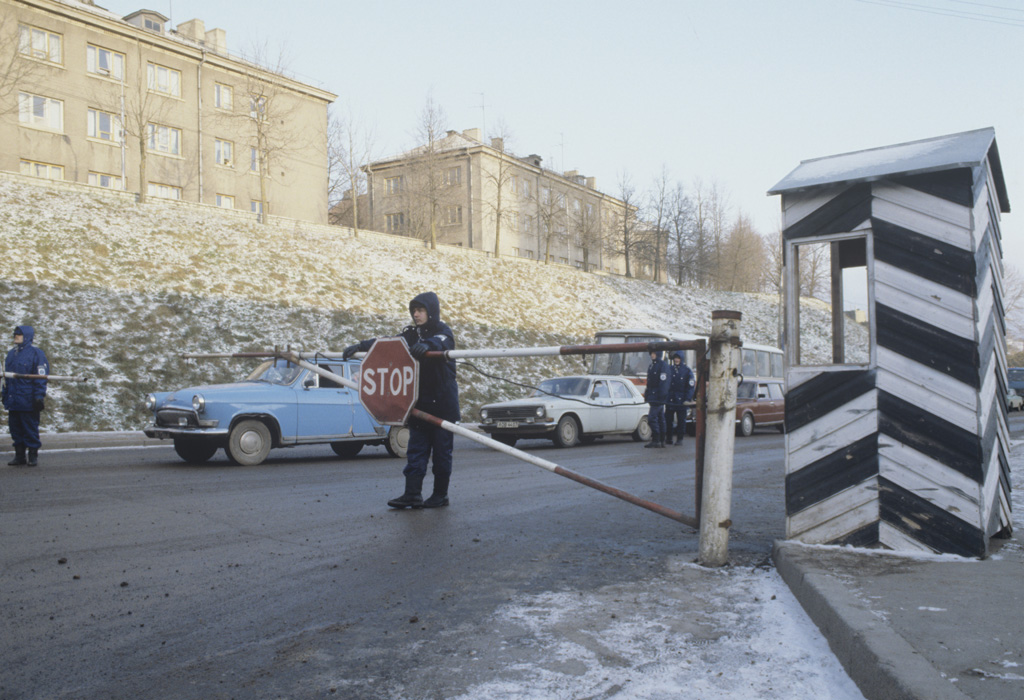
Естонська митниця в Нарві протягом 1991 року.

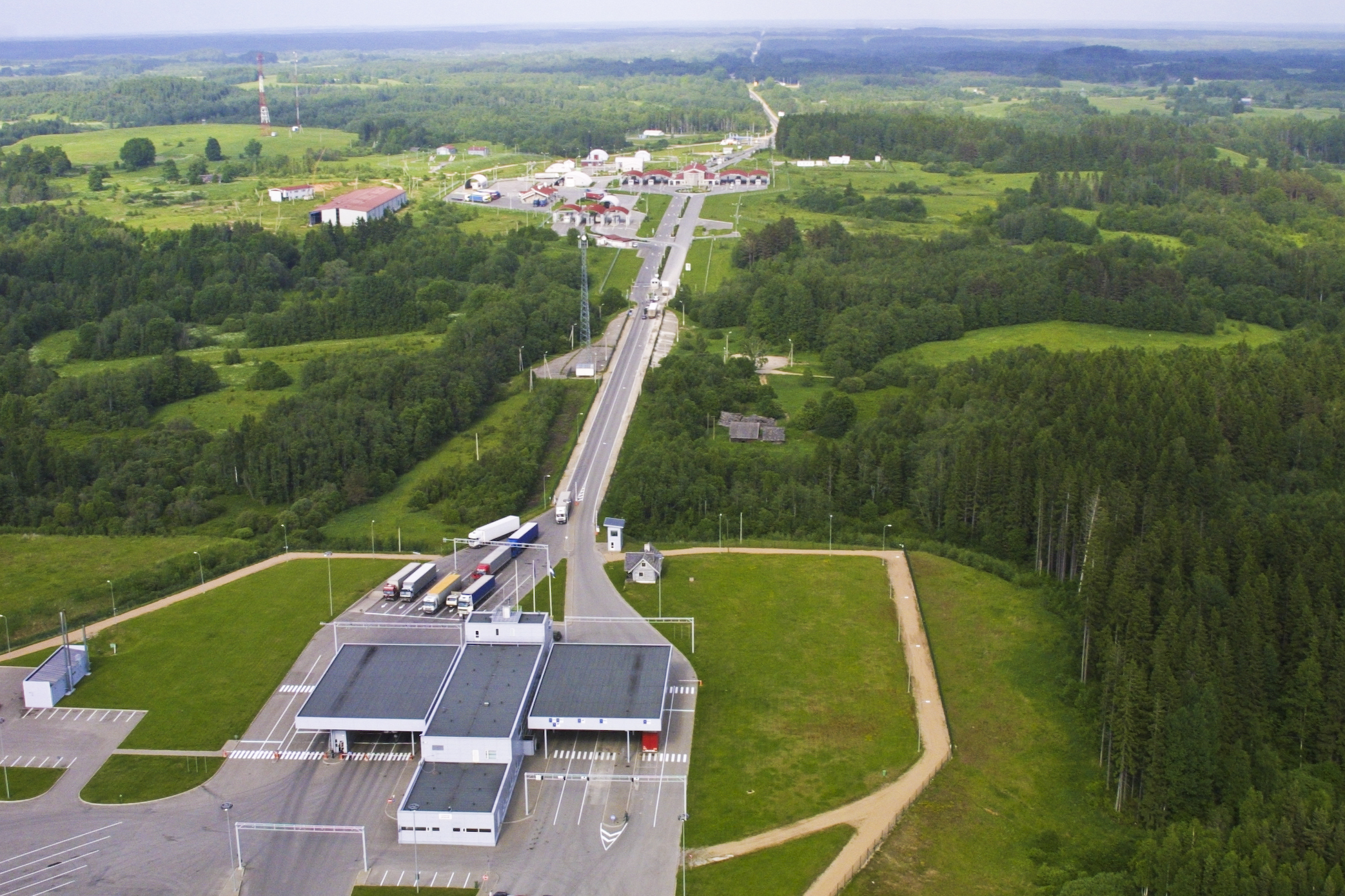
Пункт перетину кордону Лугамаа в 2005 році.

Відновлення Естонської прикордонної охорони почалося з формування Естонської внутрішньої оборони (ест. Eesti Kodukaitse) — волонтерської організації, створеної у відповідь на напад на Тоомпеа, скоєний учасниками т. зв. «Інтерруху» 15 травня 1990 р. Охорону кордонів взяли на себе добровольці. Ситуація з кордонами була жахливою: кордон був неозначеним, не було ні засобів зв'язку, ні транспорту, не кажучи вже про робочі та житлові приміщення. Крім того, в Естонії все ще перебували радянські війська.
20 вересня 1990 року державний міністр Райво Варе сформував комісію, якій було доручено встановити контроль над кордонами Естонії. 1 жовтня розпочався вишкіл майбутніх прикордонників. 15 жовтня в складі організації «Оборона Вітчизни» було створено службу захисту економічної кордону. 22 жовтня ухвалено Закон про економічний кордон Естонії, а через три дні запрацювали пункти пропуску.
Датою відновлення Естонської прикордонної служби вважається 1 листопада 1990 року, коли уряд затвердив 27 постійних пунктів перетину кордону. 15 вересня в Іда-Вірумаа розпочав роботу навчальний центр Ремніку, очолити який призначили Йогана Саара. 8 квітня 1991 року сформовано Управління національної прикордонної охорони Естонії (ест. Eesti Riiklik Piirikaitseamet). У цей період була напруженою ситуація на південному кордоні: ризький ОМОН безперервно штурмував естонські пункти пропуску. 15 листопада встановлено прикордонний контроль на автомобільних пунктах перетину кордону, залізничних переходах, у портах та аеропортах. 28 лютого 1992 року установа перетворилася на Естонську прикордонну службу (ест. Eesti Piirivalveamet), підзвітну Міністерству внутрішніх справ. 9 березня розпочав роботу коледж прикордонної служби. 1 липня 1992 року на кордоні було встановлено візовий режим. 1 листопада 1992 року організація одержала свій колишній прапор.
16 листопада 1992 року Прикордонна охорона Фінляндії передала військово-морському віділу перші три кораблі (PVL-100, PVL-101, PVL-102). 1993 року було створено поліційно-прикордонну авіаційну групу (національну ескадрилью прикордонної охорони), яка почала роботу з двох літаків Л-410, подарованих Німеччиною. Пізніше їх доповнили чотири вертольоти Мі-8. У червні 1993 року головою організації став Тармо Киутс, тоді ж було відновлено офіцерське товариство. 2000 року наступним головою організації став полковник Гаррі Гейн. За його керівництва припинилося залучення військовозобов'язаних до прикордонного контролю, а організація перейшла на комплектування штату виключно професіоналами.
Після вступу Естонії в ЄС і НАТО прикордонна охорона пережила реформу на тлі встановлення в Естонії Шенгенської зони. 2005 року організацію очолив підполковник Роланд Пеетс. 21 грудня 2007 року Естонія офіційно приєдналася до Шенгенської зони. 1 січня 2010 року Естонська прикордонна охорона об'єдналася з поліцією Естонії, утворюючи нову спільну організацію — Естонська поліція і прикордонна охорона, а обов'язки розформованого відомства взяв на себе відповідний підрозділ нової об'єднаної організації.